# Ravières
Ravières là một xã của Pháp,tọa lạc ở tỉnh Yonne trong vùng Bourgogne-Franche-Comté.

## Hành chính
| Danh sách các thị trưởng               |           |                   |       |         |
| Giai đoạn                              | Giai đoạn | Tên               | Đảng  | Tư cách |
| tháng 3 năm 2001                       | mars 2008 | Gilles BUSSEAU    | Aucun |         |
| mars 2008                              |           | Jean-Claude GOUOT | Aucun |         |
| Tất cả các dữ liệu trước đây không rõ. |           |                   |       |         |

## Biến động dân số
| Năm | 1962  | 1968  | 1975  | 1982  | 1990 | 1999 |
| --- | ----- | ----- | ----- | ----- | ---- | ---- |
| Dân số | 1 195 | 1 270 | 1 192 | 1 062 | 975  | 965  |
| From the year 1962 on: No double counting—residents of multiple communes (e.g. students and military personnel) are counted only once. |       |       |       |       |      |      |